# Megchelen
Cet article possède un paronyme, voir Mechelen.
Megchelen est un village situé dans la commune néerlandaise d'Oude IJsselstreek, dans la province de Gueldre. En 2007, le village comptait environ 1 000 habitants.

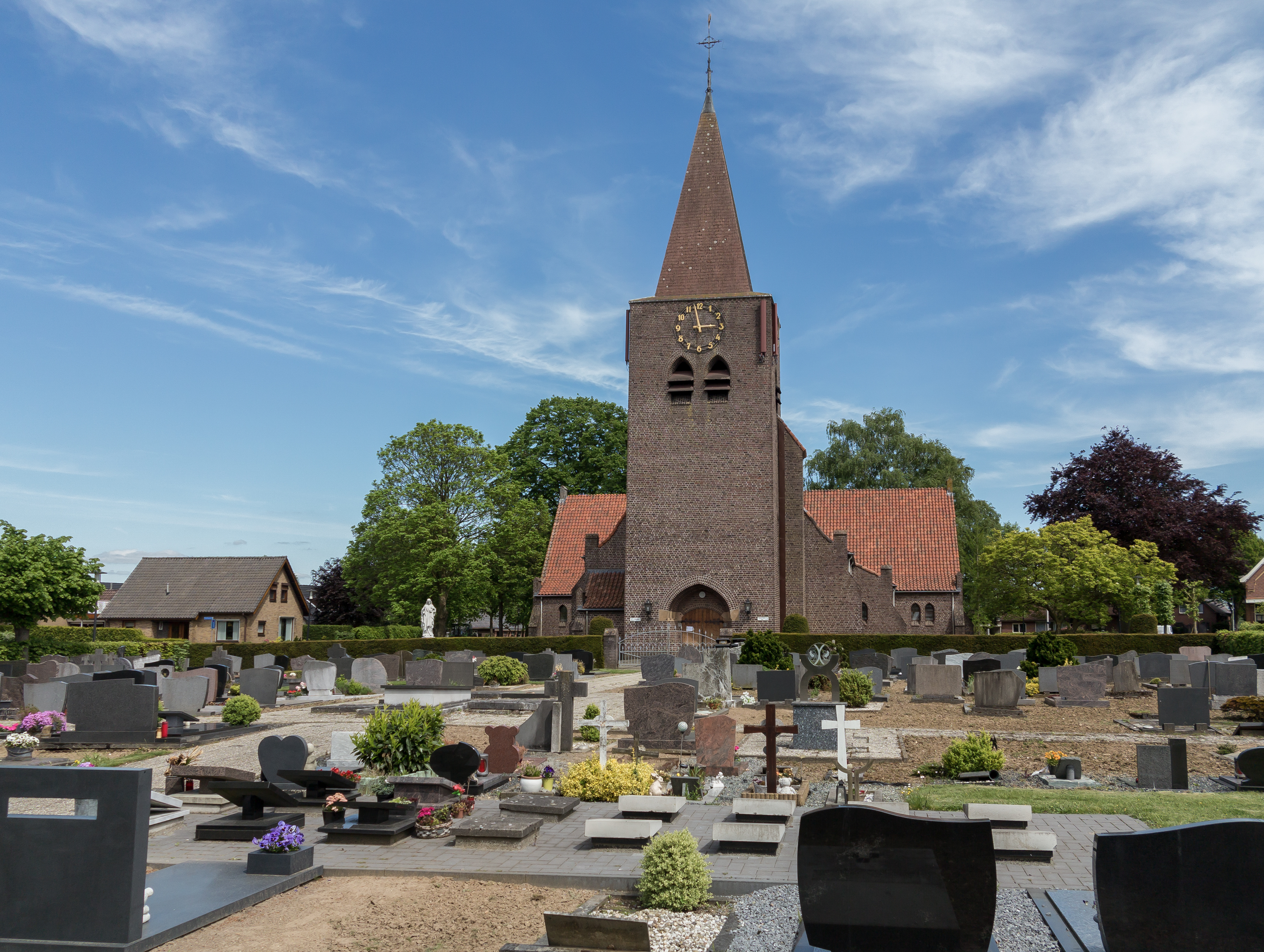
Église: de Sint Martinuskerk

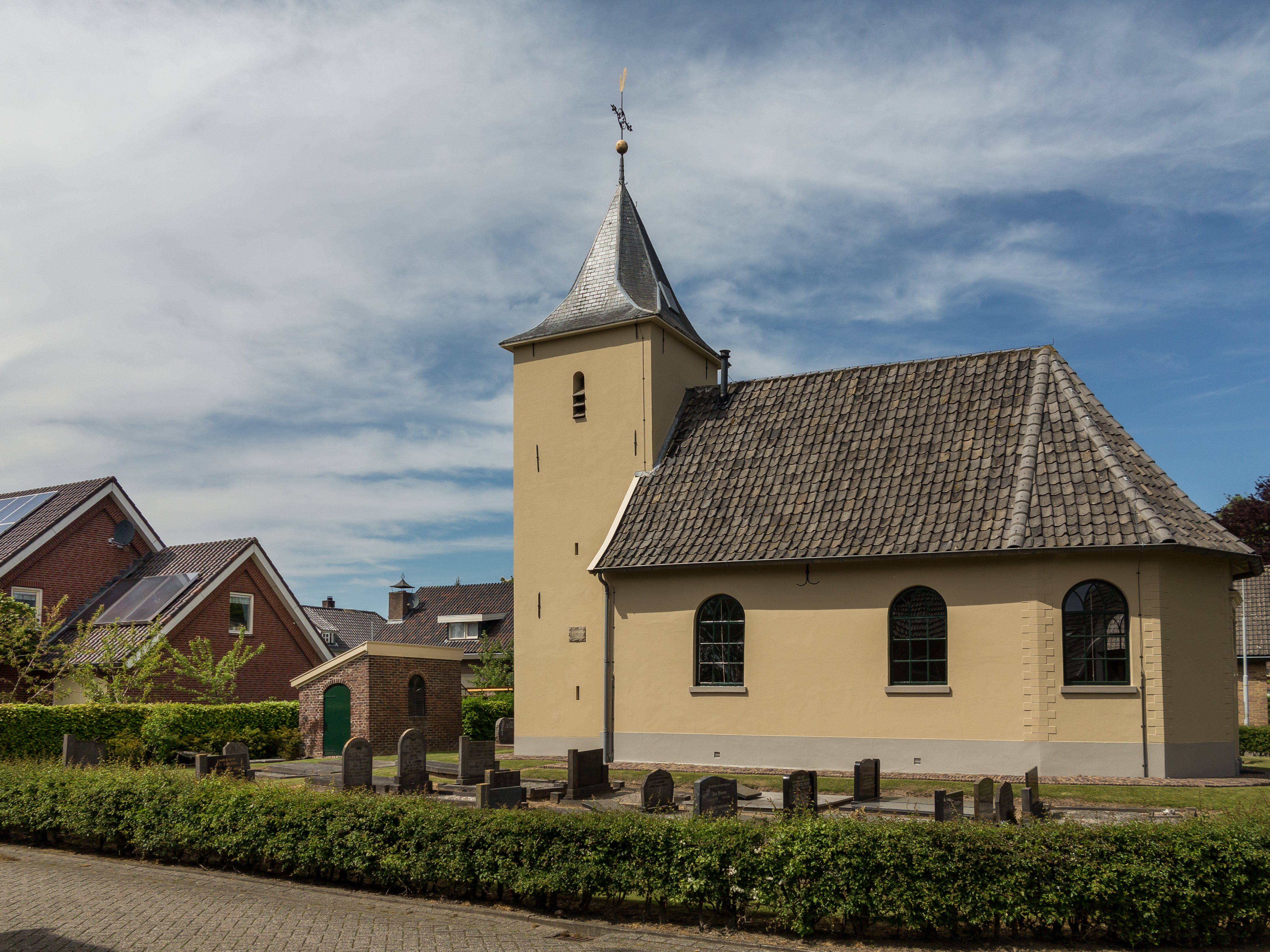
Église protestante